# Sezonul secetos

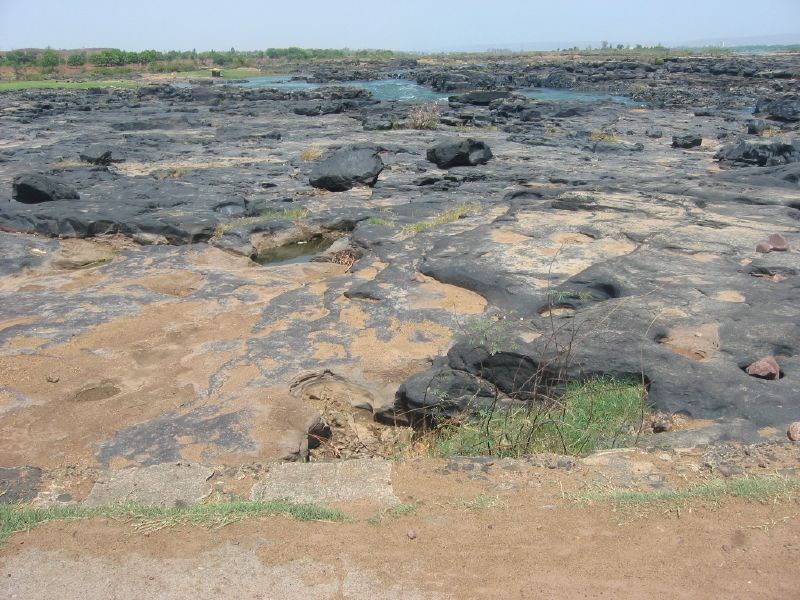

Sezonul secetos e un termen comun folosit când se descrie vremea de la tropice. Vremea la tropice e dominată de centura de ploi tropicale, care oscilează de la tropicele nordic la cel sudic pe parcursul anului. Centura de ploi tropicale se află în emisfera sudică aproximativ din octombrie până în martie, și în acest timp tropicele nordic este afectat de sezonul secetos în care precipitația e mai rară, și zilele sunt tipic predominant însorite. Din aprilie până în septembrie, centura de ploaie se află în emisfera nordică, și tropicele sudic este afectat de sezonul secetos.
Sezonul secetos e caracterizat de umiditatea sa scazută, și de secarea unor ochiuri de apă și râuri. Din cauza lipsei acestor ochiuri de apă, multe animale ce pasc sunt forțate să migreze din cauza lipsei apei și a hranei către locuri fertile. Exemple de animale sunt zebra, elefantul, și antilopa. Din cauza lipsei apei în plante, incendiile de vegetație sunt comune.

## Date statistice
Datele arată că în Africa, apariția sezonului secetos coincide cu o creștere a cazurilor de rujeolă despre care cercetătorii cred că se datorează concentrației mari de oameni în sezonul secetos, deoarece operațiile agricole sunt aproape imposibile fără irigație. În acest timp, unii fermieri se mută la orașe, creând puncte de densitate mai mare a populației, permițând bolii să se răspândească mai ușor. 
Centura de ploaie ajunge spre nord aproape de Tropicul Racului și spre sud aproape de Tropicul Capricornului. Aproape de aceste latitudini, există un sezon secetos și un sezon ploios pe an. Între tropice și Ecuator, unele locații pot experimenta un sezon ploios scurt și unul ploios lung. Geografia locală poate totuși modifica substanțial aceste modele climatice. 
Date noi arată că în pădurea tropicală a Amazonului din America de Sud, creșterea frunzelor și acoperirea lor variază între sezonul secetos și sezonul ploios (cu aproximativ 25% mai multe frunze și o creștere mai rapidă în sezonul secetos). Cercetătorii cred ca Amazonul însuși are un efect în aducerea începutului sezonului ploios; crescând mai multe frunze, se evaporă mai multă apă. Totuși, această creștere apare doar în părțile nederanjate ale Amazonului, unde cercetătorii cred că radăcinile sunt mai adânci și colectează mai multă apă. De asemenea s-a arătat că nivelurile de ozon diferă între sezonul secetos și sezonul ploios în Amazon. Nivelul fiind substanțial mai mare în sezonul secetos decât in cel ploios.